# Wellington Management
Wellington Management ist mit einem verwalteten Vermögen von rund einer Billion US-Dollar, 6000 Kunden und 60 Niederlassungen eine der weltweit größten Investmentgesellschaften.

## Geschichte
Der erste Fonds wurde im Jahr 1928 von Walter Morgan, einem Wirtschaftsprüfer aus Philadelphia, in den Vereinigten Staaten gegründet. Das Londoner Büro wurde 1983 gegründet und Singapur (1996), Tokio und Sydney (1997), Hongkong (2003), Peking (2007) und Frankfurt (2011) folgten seitdem.